# West India Quay (DLR)

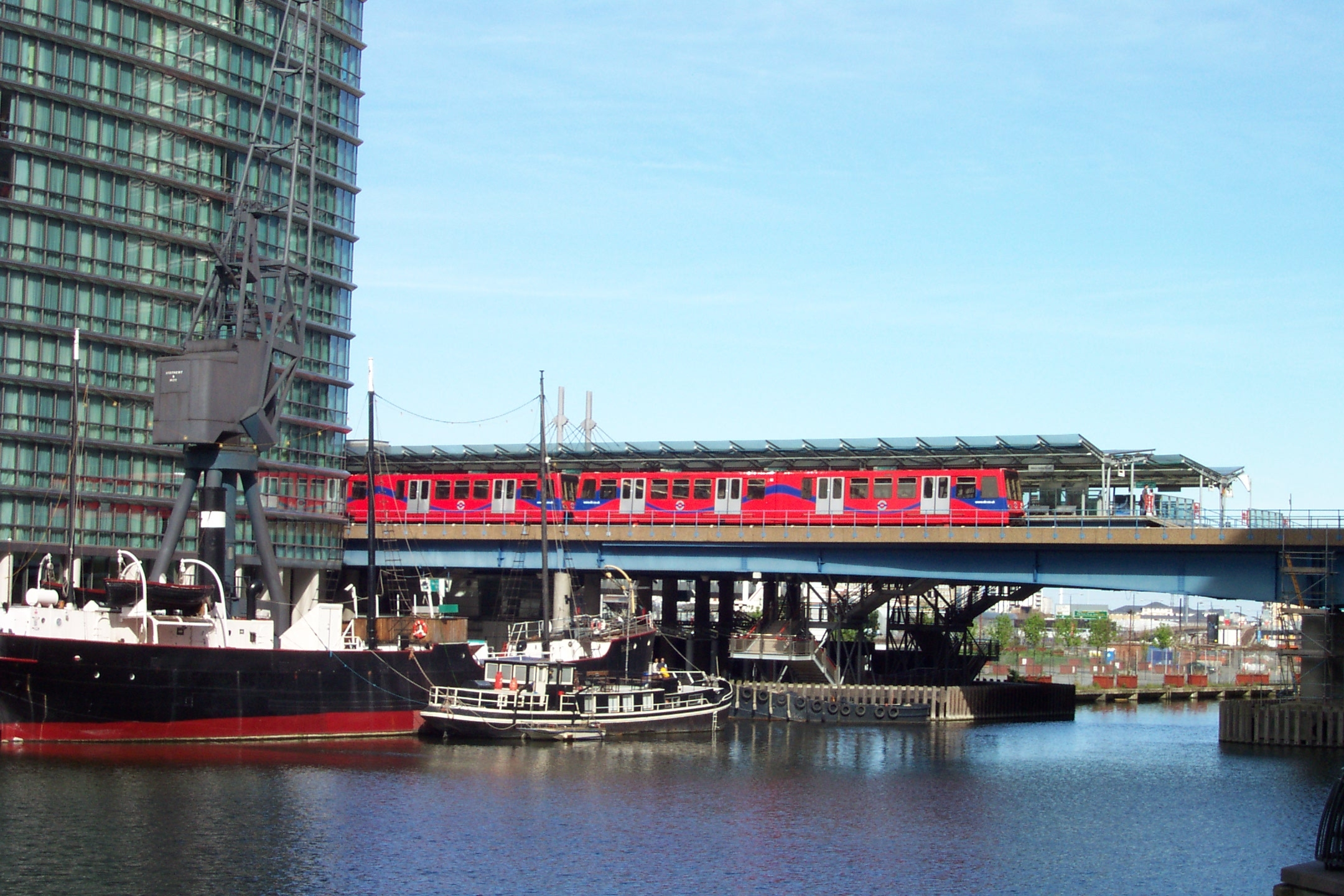
Station West India Quay

West India Quay ist eine Station der Docklands Light Railway (DLR) im Londoner Stadtbezirk London Borough of Tower Hamlets. Sie liegt in der Travelcard-Tarifzone 2 an den ehemaligen West India Docks, am Nordrand der Isle of Dogs.
Die Station besitzt vier Gleise und zwei Inselbahnsteige. Diese befinden sich auf einem Viadukt, der ein ehemaliges Hafenbecken überbrückt. Hier verzweigt sich die von Lewisham her kommende Strecke in die Strecken nach Tower Gateway / Bank bzw. nach Stratford. Die nächstgelegene Station im Süden, Canary Wharf, ist nur gerade 199 Meter entfernt – der kürzeste Stationsabstand eines Schienenverkehrsnetzes in ganz London.
Eröffnet wurde die Station am 31. August 1987, zusammen mit dem Grundnetz der DLR. Sie bestand zunächst lediglich aus zwei Gleisen und einem kurzen Mittelbahnsteig. Von 1991 bis zum 28. Juni 1993 war die Station geschlossen und wurde in dieser Zeit vollständig neu errichtet.
West India Quay ist die am nächsten gelegene Station zum Bahnhof Canary Wharf von Crossrail, der am 24. Mai 2022 eröffnet wurde.